# Błaszyk-Moräne
Die Błaszyk-Moräne (polnisch Morena Błaszyka) ist eine Moräne auf King George Island im Archipel der Südlichen Shetlandinseln. Am Ufer der Admiralty Bay liegt sie zwischen dem Baranowski- und dem Sphinx-Gletscher.
Polnische Wissenschaftler benannten sie 1980 nach dem Paläontologen Janusz Błaszyk, Teilnehmer an der von 1978 bis 1979 durchgeführten polnischen Antarktisexpedition.